# Buckeye (Iowa)
Buckeye város az USA Iowa államában, Hardin megyében. Lakosainak száma 86 fő (2020. április 1.).

## Népesség
A település népességének változása:

| 2010 | 108 |
| 2020 | 86  |